# Joey B. Ellis
Joey B. Ellis (Joseph Ellis, * 22. April in Philadelphia, Pennsylvania) ist ein amerikanischer Rapper, der zunächst unter dem Namen MC Breeze bekannt wurde. Er singt, rappt, spielt Gitarre und Keyboard, schreibt und produziert Musik und hat viele anderer Talente, kennt sich beispielsweise mit Grafik- und Videoanwendungen auf dem Computer aus.

## Leben
1985 gründete Ellis mit Geld, das er durch einen Job bei einem Pizza-Lieferservice verdiente, seine Plattenfirma. Die erste Veröffentlichung als MC Breeze war die EP Discombobulatorbubalator. Es war die erste Rap-Platte, die von den Radiostationen boykottiert wurde, weil sie davon handelte, wie Chinesen Hunde und Katzen kochen. Der Bürgermeister von Philadelphia sah die Chinesen durch den Text erniedrigt und lächerlich gemacht. Vor der Verbannung aus dem Programm gingen pro Tag ca. 500 Anfragen und Wünsche bei Philly’s Power 99fm ein.
Breeze setzte seine musikalische Laufbahn fort und inspirierte viele andere Künstler. Er kreierte einen Stotterstil und besiegte damit 1987 den New Yorker Rapper Just Ice beim New Music Seminar. Andere Künstler imitierten diesen Stil, dazu gehörte auch The Fresh Prince, der das Stottern in zwei seiner Lieder benutzte.
1987 veröffentlichte MC Breeze Superbaad. Dieser Track wurde von MC Hammer verwendet, um seine Konzerte zu eröffnen und kam auch bei dessen ersten Auftritt in der Arsenio-Hall-Show zum Einsatz. Darauf erhielt Breeze 1991 von Louis Burrell, dem Bruder MC Hammers, einen Vertrag als Rapper und Produzent bei Bust It Records.
Obwohl MC Breeze sich mit diesem Künstlernamen bereits etabliert hatte, brachte Atlantic Records einen Act mit gleichem Namen auf den Markt. Dies geschah ausgerechnet zu der Zeit, als die Aufnahmen zum Soundtrack des Sylvester-Stallone-Films Rocky V stattfanden. Um Rechtsstreitigkeiten aus dem Weg zu gehen, musste ein anderer Künstlername her, also wurde aus dem bürgerlichen Namen Joseph Ellis der Künstlername Joey B Ellis, wobei das „B“ für „Breeze“ steht.
Auf dem Soundtrack zu Rocky V war Joey B Ellis mit drei selbstgeschriebenen Liedern vertreten: Go for It, Thought U Were the One for Me und All U Gotta Do Is Sing. Von Go for It wurden allein in Europa 800.000 Tonträger verkauft. Die Nachfrage war dort so groß, dass MTV Europe einen Joey-B-Ellis-Tag veranstaltete.
An der Seite des Chic-Gitarristen Nile Rodgers produzierte Breeze bei Warner Bros unter anderem BMOC (Big Man on Campus). Es folgten eine Tournee durch 35 Städte in 13 Ländern Europas und Japan sowie Auftritte beim Soul Train Music Award, bei MTV, BET und in anderen Fernsehsendungen. 1996 starb Joeys Bruder Kenny an den Folgen eines Hirnschlags. Um diesen Verlust zu verarbeiten, folgte eine Zeit der Trauer und des Gedenkens.
2008 begann die Arbeit an einem neuen Album, The Way I See It.

## Diskografie

### Alben
- 1986: The Best of MC Breeze
- 1990: Rocky V (Soundtrack zum gleichnamigen Film; Kompilation)
- 2007: Joey B Ellis
- 2008: The Way I See It (N_GGA Album)

### Singles und EPs
als MC Breeze
- 1985: Discombobulatorbubalator
- 1986: Another Sad Song (The Singing MC Breeze & Hand Master Flash)
- 1986: The Party’s at My House (EP)
- 1987: Superbaad (The Singing MC Breeze & DJ Trevor)
- 1988: Damn I’m Good (The Singing MC Breeze & DJ Trevor)
- 1989: It Ain’t My Baby (The Singing MC Breeze)

als Joey B Ellis
- 1990: Go for It! (Heart and Fire)
- 1990: Thought You Were the One for Me
- 1991: Go for It! (Heart and Fire) (Double Trouble Remix)
- 1991: Thought You Were the One for Me (Double Trance Dance Mix)